# Stefan Popa
Stefan Popa (1989) is een Nederlands-Roemeense schrijver, journalist en Roemenië-kenner.
Stefan Popa is de zoon van een uit Roemenië gevluchte vader en een Nederlandse moeder. Hij studeerde journalistiek aan Hogeschool Windesheim in Zwolle.
In de zomer van 2011 begon Popa met het manuscript voor zijn debuutroman Gevangen in verdwenen grenzen. Dit werd in 2014 uitgebracht door de jonge uitgeverij Link onder de titel Verdwenen Grenzen. Hierin ontmoeten Florica en Remus elkaar in de jaren tachtig van Roemenië. Zij tracht te ontsnappen aan de benauwende tradities van haar Romafamilie. Remus voelt de censuur van de dictatuur van het communistische regime van Nicolae Ceaușescu. Ze besluiten samen Roemenië te ontvluchten om de vrijheid in West-Europa te zoeken. De idylle van het stel in de gehoopte vrijheid blijkt echter minder rooskleurig. Het debuut kreeg nationale bekendheid door de recensie van Jeroen Vullings in Vrij Nederland en het boekenpanel van het televisieprogramma De Wereld Draait Door.
In 2015 verscheen zijn tweede roman, A27, dat verhaalt over drie mensen die allen stilstaan op de Nederlandse autosnelweg A27. Met dit boek brak Popa met Roemenië en keerde hij terug naar de moderniteit. 
Zijn komedie De verovering van Vlaanderen kwam uit in 2016. 
In 2019 wisselde hij van uitgever en koos hij weer voor het thema Oost-Europa. Voor Of de Oleander de winter overleeft (2019) werd hij genomineerd voor de Halewijnprijs. Dit boek kreeg een Spaanse vertaling. 
In zijn boek In de schaduw van de eik (2023) staat Roemenië opnieuw centraal en richt hij de schijnwerpers op de massale bomenkap in de Karpaten.  

## Prijzen
- Welingelichte Kringen-juryprijs

- Gemeinsame Normdatei: 1051415012
- International Standard Name Identifier: 0000 0004 3442 2033
- Nederlandse Thesaurus van Auteursnamen: 371548144
- Virtual International Authority File: 308721955
- WorldCat: E39PBJgRRMHcjHMtRHxmjmth73